# ديفيد جيبسون (لاعب كرة قدم أمريكية)
ديفيد جيبسون (بالإنجليزية: David Gibson)‏ هو لاعب كرة قدم أمريكية أمريكي، ولد في 5 نوفمبر 1977 في سانتا آنا في الولايات المتحدة.

## وصلات خارجية
- دايفيد جيبسون على موقع مرجع كرة القدم المحترفة.كوم (الإنجليزية)